# Dainis Grube
Dainis Grube (* 28. Februar 1984 in Madona, LSSR, Sowjetunion) ist ein lettischer Schauspieler und Synchronsprecher.

## Leben
Grube wurde in Madona geboren, zog später nach Riga, um an der Kulturakademie Schauspiel zu studieren. Er verließ die Akademie 2009. Neben seiner Muttersprache Lettisch spricht er Englisch und Russisch. 2014 und 2015 gewann er den Preis in der Kategorie Bester lettischer Schauspieler des Lettischen Theaters für Die Nacht des Künstlers.
Er übernahm Rollen in nationalen und internationalen Produktionen, wie im russischen Spielfilm The Van Goghs. 2018 übernahm er außerdem Rollen in den Spielfilmen The King’s Ring – Die letzte Schlacht, The Mover und Beatus.

## Filmografie (Auswahl)
- 2012: Sapnu komanda 1935
- 2017: Pirmdzimtais
- 2018: The Van Goghs (Van Gogi)
- 2018: The King’s Ring – Die letzte Schlacht (Nameja gredzens)
- 2018: The Mover
- 2018: Beatus
- 2019: Viss pa jaunam (Fernsehserie)
- 2019: Sarkanais Mezs (Mini-Serie, 10 Episoden)
- 2019: Markus (Fernsehserie, 8 Episoden)